# Glory Amsterdam
Die Glory Amsterdam ist ein Massengutschiff, das Ende Oktober 2017 in der Nordsee vor der ostfriesischen Insel Langeoog auf dem Westerriff westlich der Otzumer Balje auf Grund lief.

## Geschichte
Das Panamax-Massengutschiff wurde am 27. August 2002 bei der Oshima Shipbuilding Company in Auftrag gegeben und am 29. September 2003 in Saikai auf Kiel gelegt. Das Schiff zählt zur Serie des Panamax-Typs 76 D dieser Werft und wurde am 12. April 2006 als Torm Skagen fertiggestellt und an die panamaische Reederei ND Shipping übergeben. Zunächst betrieb die Mitsubishi Ore Transport Company das Schiff. 2010 übernahm die panamaische Reederei Flor de Vapores das Schiff und veräußerte es 2012 an die jetzige Eignergesellschaft Glory Amsterdam Ltd. in Majuro, der Hauptstadt der Marshallinseln. 2012 wurde das Schiff vorübergehend auf den Namen Santa Teresa und danach in Glory Amsterdam umbenannt.

### Havarie
Die Glory Amsterdam hatte Ende Oktober 2017 in Hamburg an der zu Archer Daniels Midland (ADM) gehörenden Ölmühle Ölsaaten gelöscht und war danach zur Tiefwasserreede in der Deutschen Bucht ausgelaufen, wo sie am 26. Oktober geankert hatte, um auf die nächste Order zu warten und Hafengebühren zu sparen.

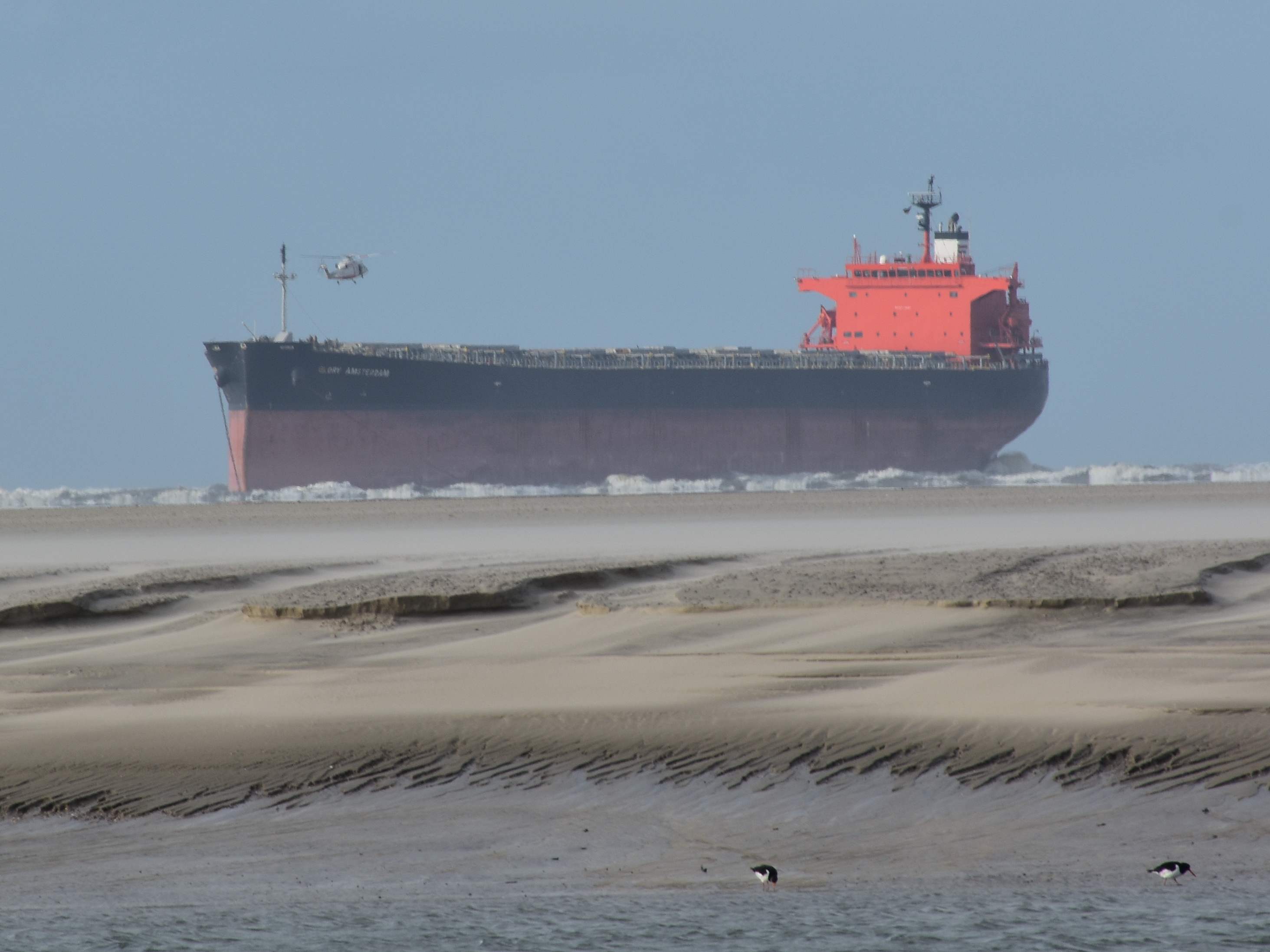
Die Glory Amsterdam in Havarieposition, Blick vom Westend/Sturmeck Spiekeroog

Am 29. Oktober 2017 gegen 7 Uhr begann das Schiff getrieben durch das Sturmtief Herwart mit Windgeschwindigkeiten von 8–10 Beaufort aus Nordnordwest trotz zwei ausgebrachter Anker in Richtung Südwest zur Küste zu vertreiben. Es strandete bei Hochwasser und Seegang mit Wellenhöhen bis zu sieben Metern gegen 18:00 Uhr rund zwei Kilometer vor der Küste Langeoogs. Die Versuche des von der Verkehrszentrale Deutsche Bucht in Wilhelmshaven informierten Bergungsschleppers Nordic, das Schiff in Schlepp zu nehmen, waren zuvor gescheitert: Im fünften Versuch war zwar die Schlepptrosse an Bord, wurde aber falsch befestigt; nach 46 Minuten wurde der Poller mit Klüse und Reling herausgerissen. Am späten Nachmittag konnte das Boarding-Team Ostsee per Hubschrauber auf dem Frachter abgesetzt werden; das Boarding-Team Nordsee befand sich auf der Nordic, von der aus der vorgesehene Hubschraubertransport wegen des starken Seegangs sich als zu riskant erwies. Das Aufgrundlaufen des Schiffes konnte durch das Boarding-Team nicht mehr verhindert werden. Die Position lag innerhalb des Nationalparks Niedersächsisches Wattenmeer.
Wegen der geringen Wassertiefe konnte das Schiff zunächst nicht freigeschleppt werden. Die Reederei beauftragte das Bergungsunternehmen Smit Salvage, das zusammen mit dem Havariekommando ein Bergungskonzept erarbeitete. Für die Betreuung der 22-köpfigen Besatzung wurde ein Versorgungsteam an Bord gebracht. Aus dem leeren Schiff konnte zwar keine Ladung gelöscht werden, um den Tiefgang zu verringern man konnte aber Ballastwasser abpumpen. Die Ruderanlage erlitt einen technischen Defekt. Neben dem Schlepper Nordic war auch die Mellum als Einsatzleitung vor Ort. Der Havarist wurde mehrmals von behördlichen Überwachungsflugzeugen des Typs Dornier 228 LM überflogen.

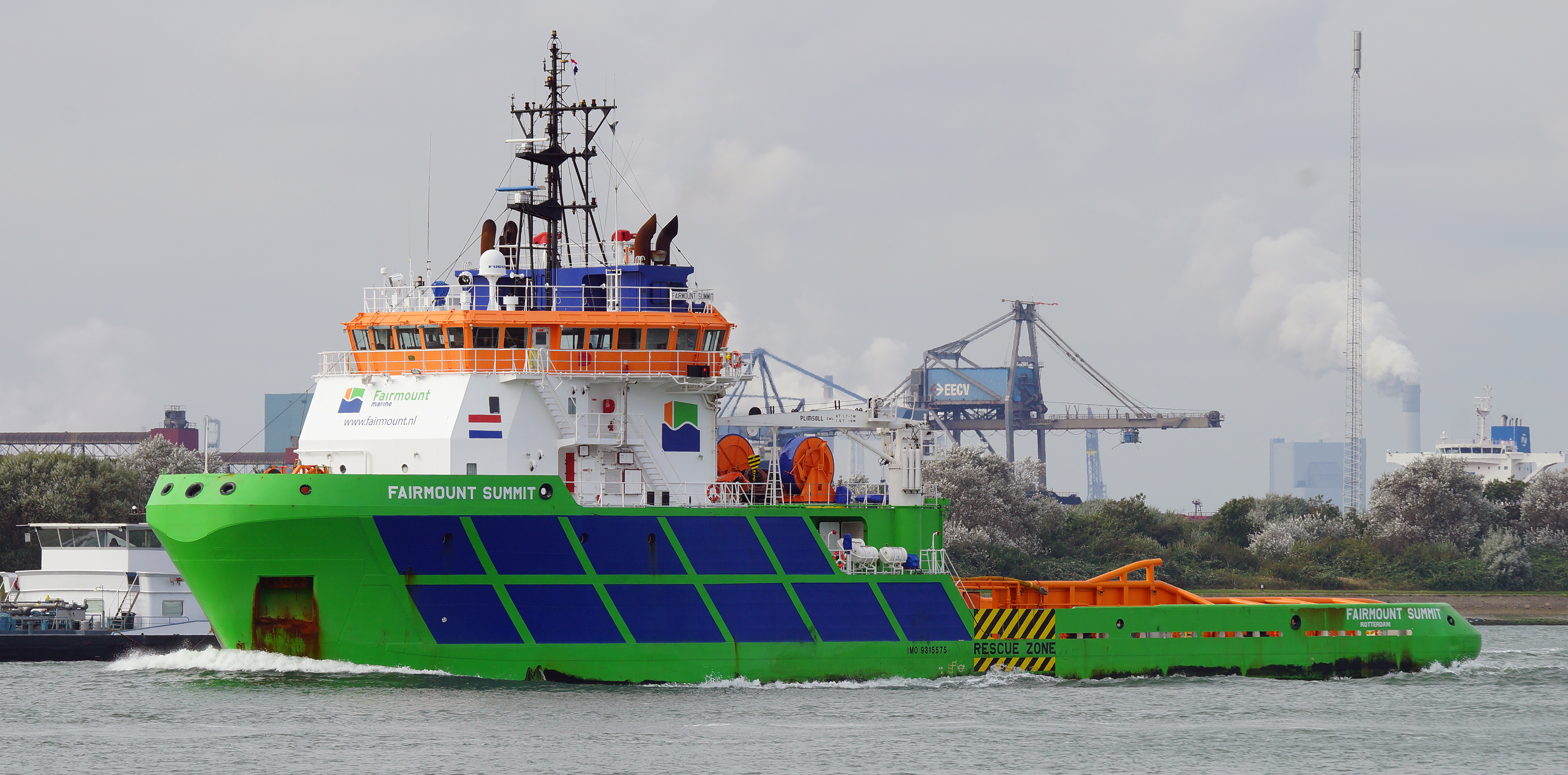
Die Fairmount Summit

Am 31. Oktober 2017 wurde im Zuge des Bergungskonzepts der Hochseeschlepper Nordic aus dem Einsatz entlassen und im Laufe des folgenden Tages durch die Schlepper Fairmount Summit und Union Manta ersetzt. Am 1. November wurden Trossenverbindungen zu den Schleppern hergestellt und 16.000 Tonnen Ballastwasser außenbords gepumpt. Am Morgen des 2. November wurde der Havarist freigeschleppt. Nach der Bergung wurde das Schiff zur weiteren Untersuchung in den Wilhelmshavener Nordhafen und am 8. November von dort nach Bremerhaven geschleppt. Bis zum 15. Februar 2018 wurde es bei German Dry Docks repariert.

## Technik
Der Schiffstyp hat sieben für den Transport schwerer Erzladungen verstärkte Laderäume mit seitlich öffnenden Lukendeckeln. Die gesamte Laderaumkapazität beträgt rund 90.150 m³. Die Aufbauten und Maschinenanlage des Massengutschiffs sind achtern angeordnet. Der Antrieb des Schiffes besteht aus einem langsamlaufenden Zweitakt-Sechszylinder-Dieselmotor des Herstellers MAN des Typs 6S60MC, der in Japan von Mitsui Engineering & Shipbuilding in Lizenz gebaut wurde. Der Motor mit 9326 kW Leistung ermöglicht eine Geschwindigkeit von etwa 14½ Knoten - diese Leistung hatte sich in Hinblick auf die Manövrierfähigkeit im Sturm während der Havarie am 29. Oktober 2017 als zu schwach erwiesen. Für die Stromversorgung stehen vier Dieselgeneratoren mit zusammen 1695 kVA Leistung zur Verfügung.